# Beaumont-en-Véron
Beaumont-en-Véron település Franciaországban, Indre-et-Loire megyében. Lakosainak száma 2719 fő (2022. január 1.). Beaumont-en-Véron Avoine, Chinon, Cinais, Huismes, Saint-Germain-sur-Vienne, Savigny-en-Véron és Thizay községekkel határos.

## Népesség
A település népességének változása:
| Lakosok száma | 1967 | 2459 | 2569 | 2812 | 2725 | 2699 | 2699 | 2689 | 2685 | 2719 |
|               | 1968 | 1982 | 1990 | 2006 | 2013 | 2015 | 2017 | 2019 | 2020 | 2022 |